# 本宮万記弘
本宮 万記弘（もとみや まきひろ、1968年12月31日 - ）は元水球日本代表選手、水球指導者。群馬県出身。

## 略歴
群馬県立前橋商業高等学校、日本体育大学卒。群馬県立高崎高等養護学校の教員を務めたのち、現在は専修大学の水球部監督。東京2020オリンピックでは女子水球日本代表の監督も務めた。
海外でプレーした日本人水球選手の先駆け的存在であり、C.N.タラッサなどスペインでのプレー経験がある。また、日本代表としても、アジア大会など多くの国際大会で中心選手として活躍した。